# Human Behaviour
Human Behaviour fue el primer sencillo de la cantante y compositora islandesa Björk. También es el primer sencillo de Debut, su primer álbum solista. Contiene una muestra de «Go down dying» de Tom Jobim. La canción refleja la naturaleza y las emociones humanas desde un punto de vista animal. Forma parte de una trilogía de canciones que incluye Isobel y Bachelorette.
También hay editada una versión acústica de Human Behaviour que Bjork grabó para el programa de TVE Planeta Rock el 13 de octubre de 1993. Es parte de una de las versiones single Violent Happy.
En Francia se publica una versión en digipack cuando se alcanzan las 100000 copias vendidas del álbum en el que se incluye un CD que contiene un agradecimiento grabado por la propia Björk a los fans del país galo.

## Videoclip
El videoclip de Human Behaviour fue dirigido por el director francés Michel Gondry. El vídeo es algo surrealista: Björk es cazada por un oso en el bosque. Además, vuela a la Luna y planta una bandera de la URSS. Acaba siendo comida por el oso y atrapada en su estómago.
El vídeo recibió 6 nominaciones a los Premios MTV: Mejor Vídeo Femenino, Mejor Vídeo de Artista Revelación, Vídeo Revelación, Mejores Efectos Especiales, Mejor Dirección Artística y Mejor Director, ganando ninguno de ellos. Además fue nominado a los Premios Grammy, perdiendo contra "Steam" de Peter Gabriel.

## Lista de canciones
UK CD 1

1. "Human Behaviour" (Original) - 4:12
2. "Human Behaviour" ("Close To Human Mix") - 6:22
3. "Human Behaviour" (Underworld Mix) - 12:03
4. "Human Behaviour" (Don T. Mix) - 6:58
5. "Human Behaviour" (Bassheads Edit) - 6:33

UK CD 2

1. "Human Behaviour" - 4:15
2. "Human Behaviour" (Underworld Mix) - 12:10
3. "Human Behaviour" (Video)
4. "Human Behaviour" (MTV Unplugged) (Video)
5. "Human Behaviour" (The Royal Opera House) (Video)

UK Vinilo 12"

Cara A
1. "Human Behaviour" (Underworld Mix) - 12:00

Cara B
1. "Human Behaviour" ("Close To Human Mix") - 6:22
2. "Human Behaviour" (Dom T. Mix) - 6:58

UK Vinilo 12" Promo (1)

Cara A
1. "Human Behaviour" (The Underworld Remix) - 12:05

Cara B
1. "Human Behaviour" (The Underworld Dub) - 10:42

UK Vinilo 12" Promo (2)

Cara A
1. "Human Behaviour" (Speedy J Close To Human Mix)

Cara B
1. "Human Behaviour" (Dom. T Mix)
2. "Human Behaviour" (Bassheads Edit)

UK Vinilo 10" Promo Edición Limitada

Cara A
1. "Human Behaviour" (The Underworld Dub 1)

Cara B
1. "Human Behaviour" (The Underworld Dub 2)

EUR CD

1. "Human Behaviour" (Original) - 4:12
2. "Human Behaviour" ("Close To Human Mix") - 6:22
3. "Human Behaviour" (Dom T. Mix) - 6:58
4. "Human Behaviour" (Bassheads Edit) - 6:33

FRA CD Promo

1. "Human Behaviour" - 4:12
2. "Human Behaviour" (Le French Touch) - 7:49

FRA Vinilo 12" Promo (1)

Cara A
1. "Human Behaviour" (The Underworld Mix) - 12:31

Cara B
1. "Human Behaviour" (Le French Touch) - 7:47

FRA Vinilo 12" Promo (2)

Cara A
1. "Human Behaviour" (Underground Behaviour) - 5:58
2. "Human Behaviour" (Le French Touch) - 5:47

Cara B
1. "Human Behaviour" (Deep Behaviour) - 8:02
2. "Human Behaviour" (Underground Behaviour Dub) - 7:16

EEUU CD Promo

1. "Human Behaviour" (Original) - 4:14
2. "Human Behaviour" (The Underworld Remix) - 12:05

EEUU Vinilo 12"

Cara A
1. "Human Behaviour" (Original) - 4:14
2. "Human Behaviour" (The Underworld Remix) - 12:05

Cara B
1. "Human Behaviour" (Speedy J Close To Human Mix) - 6:22
2. "Human Behaviour" (The Underwater Dub) - 10:42

EEUU Vinilo 12" Promo

Cara A
1. "Human Behaviour" (Speedy J Close To Human Mix) - 6:22
2. "Human Behaviour" (The Underworld Mix) - 12:05

Cara B
1. "Human Behaviour" (Dom T. Mix) - 6:58
2. "Human Behaviour" (The Underworld Dub) - 10:42

JPN CD

1. "Human Behaviour" (Original) - 4:14
2. "Human Behaviour" ("Close To Human Mix") - 6:24
3. "Human Behaviour" (Underworld Mix) - 12:06
4. "Human Behaviour" (Dom T. Mix) - 7:01
5. "Human Behaviour" (Bassheads Edit) - 6:38
6. "Human Behaviour" (The Underworld Dub) - 10:45